# Mistrovství světa v zápasu ve volném stylu 2002
Mistrovství světa v zápase ve volném stylu 2002 se uskutečnilo v Teheránu, (Írán). 

## Výsledky

### Volný styl muži
| Kategorie | Zlato            | Stříbro                   | Bronz              |
| --------- | ---------------- | ------------------------- | ------------------ |
| 55 kg     | René Montero     | Namig Abdullajev          | Oleksandr Zacharuk |
| 60 kg     | Aram Margarjan   | Oyuunbilegiin Pürevbaatar | Mohammad Taláí     |
| 66 kg     | Elbrus Tedejev   | Alírezá Dábir             | Zaur Botajev       |
| 74 kg     | Mahdí Hádžízade  | Magomed Isagadzhiev       | Volodymyr Syrotin  |
| 84 kg     | Adam Sajtijev    | Yoel Romero               | Majid Khodaei      |
| 96 kg     | Eldar Kurtanydze | Alírezá Hajdárí           | Vadim Tasojev      |
| 120 kg    | David Musulbes   | Alexis Rodríguez          | Aydın Polatçı      |

### Volný styl ženy
| Kategorie | Zlato                  | Stříbro            | Bronz               |
| --------- | ---------------------- | ------------------ | ------------------- |
| 48 kg     | Brigitte Wagner        | Inga Karamčakovová | Ida Hellström       |
| 51 kg     | Sofia Poumpouridou     | Čiharu Ičó         | Natalja Golcová     |
| 55 kg     | Saori Jošidaová        | Tina George        | Ida-Theres Karlsson |
| 59 kg     | Aljona Kartašovová     | Lotta Andersson    | Mabel Fonseca       |
| 63 kg     | Kaori Ičová            | Sara Eriksson      | Lene Aanes          |
| 67 kg     | Kateryna Burmistrovová | Lise Legrand       | Kristie Marano      |
| 72 kg     | Kjóko Hamaguči         | Wang Sü            | Edyta Witkowska     |

## Týmové hodnocení
| Pořadí | Muži volný styl | Muži volný styl | Ženy volný styl | Ženy volný styl |
| Pořadí | Tým             | Body            | Tým             | Body            |
| ------ | --------------- | --------------- | --------------- | --------------- |
| 1      | Írán            | 44              | Japonsko        | 47              |
| 2      | Rusko           | 42              | Švédsko         | 34              |
| 3      | Kuba            | 35              | Rusko           | 32              |
| 4      | Ukrajina        | 34              | Německo         | 27              |
| 5      | Gruzie          | 34              | Řecko           | 26              |
| 6      | Uzbekistán      | 19              | Polsko          | 25              |
| 7      | Německo         | 19              | Kanada          | 24              |
| 8      | Arménie         | 16              | Ukrajina        | 21              |
| 9      | Bulharsko       | 15              | Francie         | 21              |
| 10     | Ázerbájdžán     | 14              | Čína            | 20              |